# Give My Regards to Broadway

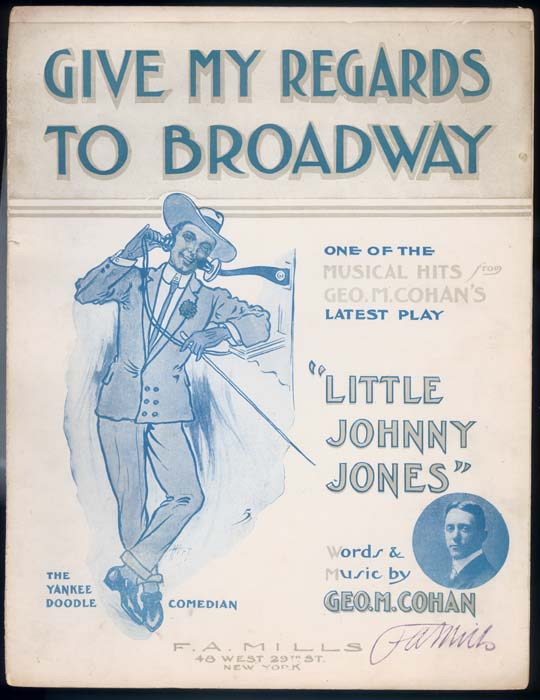
1904 sheet music cover

Give My Regards to Broadway ist ein Popsong, den George M. Cohan verfasste und 1904 veröffentlichte.

## Hintergrund
den Song Give My Regards to Broadway schrieb George M. Cohan für sein Musical Little Johnny Jones, das 1904 am New Yorker Broadway Premiere hatte.
Cohan selbst hatte in seinem Stück die Hauptrolle und stellte das Lied auch vor. 1968 fand der Song in dem Musical George M! Verwendung.

## Erste Aufnahmen und spätere Coverversionen
Zu den Musikern, die den Song ab 1905 coverten, gehörten Billy Murray, Frank Kernell (alias S. H. Dudley, Victor 4385) und Little Johnny Jones.
Der Diskograf Tom Lord listet im Bereich des Jazz insgesamt 25 (Stand 2015) Coverversionen, u. a. ab 1943 von Eddie Brunner, Buddy Bertinat, Philippe Brun, Ella Logan/Frank DeVol, Ellis Larkins, Lou Stein, Ted Heath, Ruby Braff, André Previn, Charlie Shavers, Alex Welsh, Herb Ellis und von einer Reihe von Dixielandbands. James Cagney sang ihn in dem Spielfilm Yankee Doodle Dandy (1942, Regie Michael Curtiz); Verwendung fand der Song auch in The Broadway Melody (1929), Mit einem Lied im Herzen und Thank Your Lucky Stars (1943). Musiker wie Al Jolson, Liberace, Jimmy Durante und Judy Garland hatten Give My Regards to Broadway in ihrem Repertoire.